# Phanaspa honeyi
Phanaspa honeyi là một loài bướm đêm trong họ Erebidae.